# Famille Préveraud de Laubépierre de Vaumas
Pour les articles homonymes, voir Préveraud.
La famille Préveraud de Laubépierre de Vaumas est une famille subsistante de la noblesse française originaire du Bourbonnais (département de l'Allier).
Elle a été anoblie par charge de secrétaire du roi (1728-1749).

## Histoire
Régis Valette écrit que la famille Préveraud de Laubépierre de Vaumas a été anoblie par la charge de secrétaire du roi (1728-1749). Cet auteur ajoute qu'une autre branche de la famille Préveraud (du Bourbonnais), appelée Préveraud de La Boutresse, est de noblesse inachevée. Henri Jougla de Morenas écrit pour sa part que les Préveraud de La Boutresse ont été anoblis en 1786. 
Les Préveraud de Laubépierre de Vaumas ont comparu aux assemblées de la noblesse du Bourbonnais tenues à Moulins en 1789.
La famille Préveraud de Laubépierre de Vaumas a été admise en 1938 au sein de l'Association d'entraide de la noblesse française (ANF).

## Possessions
Fiefs : Putay, Les Fourniers, Ractière, Laubépierre, Vaumas, La Boutresse

## Filiation
Cette généalogie est celle donnée par Henri Jougla de Morenas qui donne pour ancêtre à cette famille Jean Préveraud, capitaine huguenot vivant au milieu du XVIe siècle, origine toutefois non prouvée et non consensuelle.
- Antoine Préveraud (1618-1694), arrière-petit-fils de Jean Préveraud (selon Jougla de Morenas), il contracte deux mariages, le premier en 1636 avec Pierrette des Essarts et le second en 1646 avec Antoinette des Essarts. De son premier mariage il a entre autres enfants : Noël Préveraud qui suit ; Philippe Préveraud, seigneur de Putay. De son second mariage il a entre autres enfants : Jean Marie Préveraud, auteur du rameau de La Boutresse qui suivra ; Antoine Préveraud, seigneur de Ractière et du Morinot, auteur du rameau de Morinot[8], éteint.
  - Noël Préveraud, seigneur des Fourniers, il épouse en 1662 Françoise Jacquelot, d'où entre autres enfants :
    - Pierre Préveraud de Laubépierre (1664-1748), conseiller médecin du roi, sans alliance.
    - Guillaume Préveraud de Laubépierre, seigneur des Fourniers, il épouse en 1701 Madeleine Fréquy, il a entre autres enfants :
      - Pierre Préveraud de Laubépierre (1703-1756), écuyer, seigneur des Fourniers, conseiller secrétaire du roi en 1728 (lettres d'honneur en 1749), il épouse Claudine Jacquelot de Chantemerle, d'où entre autres enfants :
        - Gilbert-Joseph Préveraud de Laubépierre (1736-1799), dit le baron de Vaumas, il épouse Marie Berger de Jeux, d'où entre autres enfants :
          - Pierre Préveraud de Laubépierre de Vaumas (1772-1837), il épouse Sophie Varenarel, d'où entre autres enfants :
            - Claude-Pierre Préveraud de Laubépierre de Vaumas (1813-1899). Il épouse successivement ses deux cousines Victoire en 1840 et Émilie Préveraud de Laubépierre en 1846. De son premier mariage il a deux enfants dont :
              - Claude François Préveraud de Laubépierre de Vaumas (1842-1914). Il épouse en 1870 Ann Margaret Ewart (1846-1910), d'où cinq enfants, dont :
                - Pierre Préveraud de Laubépierre de Vaumas (1872-1916). Il épouse Madeleine Dognin (1876-1971). De ce mariage naissent huit enfants, dont :
                  - Guillaume Préveraud de Laubépierre de Vaumas (1904-1989), prêtre du diocèse de Paris, prélat de sa sainteté, responsable de l'Œuvre des Chantiers du Cardinal.

          - François Préveraud de Laubépierre, il aura un fils mort sans alliance.

        - François Préveraud de Laubépierre, chevalier de l'ordre de Saint-Louis, il aura un fils mort sans descendance masculine

  - Jean Marie Préveraud, seigneur de La Boutresse, bailli du Donjon, lieutenant général des Basses Marches du Bourbonnais, il épouse en 1696 Hélène Rivière, d'où entre autres enfants :
    - Barthélemy Préveraud de La Boutresse, conseiller du roi, lieutenant général des Basses Marches du Bourbonnais, il épouse en 1721 Louise Bontemps, il a entre autres enfants :
      - François Préveraud de La Boutresse, lieutenant général des Basses Marches du Bourbonnais, il épouse en 1755 Marie Jacquelot de Chantemerle, il a entre autres enfants :
        - Hector-François Préveraud de La Boutresse (17 novembre 1763, Le Donjon - 14 mai 1845, Le Donjon), homme de robe sous l'Ancien Régime, magistrat, député de l'Allier (1815-1827), chevalier de la Légion d'honneur. Henri Jougla de Morenas écrit qu'il fut anobli en 1786 comme conseiller au grand conseil du parlement de Paris mais Régis Valette écrit qu'il s'agit d'une noblesse inachevée[1]. Il avait épousé en 1794 Laurence de Fradel, il a entre autres enfants :
          - Jean Nicolas Victor Préveraud de La Boutresse (1800-1871), substitut général à la cour royale de Riom (démissionnaire, comme son père en 1830, pour ne pas avoir à prêter serment au roi Louis-Philippe), maire du Donjon. Il épouse Marie de Chabrol (2 filles) puis Léopoldine de Houdetot. De ce second mariage, naissent deux filles puis six fils, dont :
            - Roger Préveraud de La Boutresse (1860-1957), coauteur de l'ouvrage Fiefs du Bourbonnais[9],[10], maire de Varennes-sur-Tèche.
            - Louis-René Préveraud de La Boutresse. Il épouse Émilie Thérèse d'Escherny. De ce mariage, naissent trois enfants, dont :
              - Françoise Henriette Préveraud de La Boutresse (1884-1975), épouse du général et historien Paul Azan (1874-1951).

          - Gilbert Emmanuel Préveraud de La Boutresse (1805-1884), il épouse en 1835 Gabrielle de Bonnefoy, d'où deux fils.

## Alliances
Les principales alliances de la famille Préveraud de Laubépierre de Vaumas et de sa branche de La Boutresse sont : des Essarts (1636 et 1646), Jacquelot (1662), Rivière (1696), Fréquy (1701), Bontemps (1721), Jacquelot de Chantemerle (1755), Berger de Jeux, Varenarel, de Fradel (1794), de Chabrol, de Houdetot, de Bonnefoy (1835), Ewart (1870), d'Escherny, Dognin, Hazan (1920), Blondel de Joigny, de Gouvion Saint-Cyr (1991).

## Armes, titres
Les armes de la famille Préveraud de Laubépierre de Vaumas se bblasonnent ainsi : D'azur au chevron d'argent accompagné de 3 grenades du même..
Titres : baron ; comte (titres de courtoisie).[réf. nécessaire]